# Хардкор (порнографія)
Хардко́р (англ. hardcore — жорсткий) — форма порнографії, особливістю якої є дуже відверто показані статеві акти. Термін було придумано в кінці XX століття для того, щоб відрізнити гардкор від м'якої порнографії (англ. soft). Може виражатися в формі фотографій, наприклад, в журналах або відео, проте також може бути і мультфільмом.

## Легальність
Жорстке порно було заборонене в багатьох державах до другої половини XX ст., проте згодом, зважаючи на зміни у сексуальних і громадських нормах доступ до нього був дозволений.
З самого початку доступ до такої продукції регулювався, тобто встановлювався віковий ценз. Згодом таке порно стало можливим достатньо легко завантажити з інтернету без обмежень. Доступ неповнолітнім переважно заборонений.